# Levin von Geusau (General)

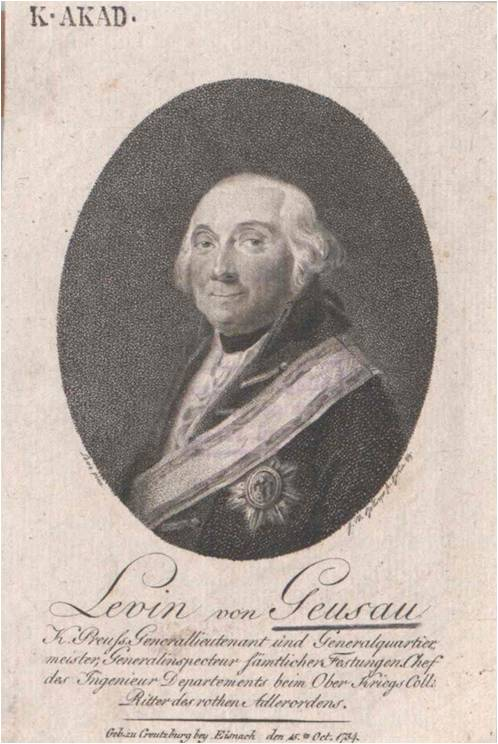
Porträt von Levin von Geusau

Levin von Geusau (* 28. Oktober 1735 in Creuzburg; † 27. Dezember 1808 in Berlin) war ein preußischer Generalleutnant sowie Chef des Generalstabs der Armee, Generalquartiermeister und Chef des Ingenieurkorps.

## Leben

### Herkunft
Levin war der zweite Sohn des gleichnamigen sachsen-eisenachischen Amtshauptmanns Levin von Geusau (1691–1751) und dessen zweiter Ehefrau Sophia Magdalena geborene von Heringen.

### Militärkarriere
Geusau trat im Oktober 1752 als Gefreiterkorporal in das Füsilierregiment „von Kreytz“ der Preußischen Armee ein. König Friedrich Wilhelm II. ernannte Geusau zu seinem Generaladjutanten und beförderte ihn 1790 zum Generalmajor und Chef des Feldjägerkorps. Am 23. Mai 1805 wurde er Ritter des Schwarzen Adlerordens.
Seit 1782 bis zu seinem Tode 1808 war er der Ordensmeister der Große Landesloge der Freimaurer von Deutschland. Er war Mitglied der Berliner Loge Zu den drei goldenen Schlüsseln und stiftete die Loge Minerva in Potsdam.
Die Grabstätte von Geusau befindet sich auf dem Alten Berliner Garnisonfriedhof an der Linienstraße.

### Familie
Er war seit 1788 mit Marie Karoline Grepler (1754–1829) verheiratet, der Tochter des Potsdamer Bildhauers Franz Grepler. Aus der Ehe gingen die Kinder Rudolf (* 1771) und Henriette Charlotte (* 1787) sowie Karoline Christiane Amalie (1780–1867) hervor, die 1802 den späteren General der Infanterie Gustav von Rauch ehelichte. Diese Ehe wurde 1815 geschieden.